# Igersheim
Igersheim este o comună din landul Baden-Württemberg, Germania.

## Personalități născute aici
- Johann Adam Möhler (1796 - 1838), teolog.